# بتي محمد جدغال
بتي محمد جدغال (بالفارسية: پتی محمد جدگال) هي قرية تقع في البلدة المركزية في إيران. يقدر عدد سكانها بـ 40 نسمة .